# District historique d'Harry S. Truman
Le district historique d'Harry S. Truman – ou Harry S. Truman Historic District en anglais – est un district historique américain à Independence, dans le comté de Jackson, au Missouri. Il est nommé en l'honneur d'Harry S. Truman, le trente-troisième président des États-Unis. Inscrit au Registre national des lieux historiques et classé National Historic Landmark depuis le 11 novembre 1971, il est partiellement protégé au sein du Harry S. Truman National Historic Site.